# 竜ヶ岳 (三重県・滋賀県)
竜ヶ岳（りゅうがたけ）は、三重県いなべ市と滋賀県東近江市の境にある標高1,099mの山。鈴鹿山脈中部に位置し、鈴鹿セブンマウンテンに選定されている。また、東近江市が市政10周年を記念して2015年（平成27年）9月に選定した鈴鹿10座の一座でもある。

## 概要
ホタガ谷付近を境にして北側が石灰岩、南側が花崗岩の山である。ホタガ谷は石灰岩質のため、谷の上部まで流水がある。石榑峠へ向かう表道登山道には、「重ね岩」と呼ばれる花崗岩の巨石がある。一部の斜面では風化が進んでいる。山容は女性的な穏やかな櫛形状である。

## 山名の由来
郷土資料の『員弁史談』によると、「昔この地の豪族が竜神を祀って雨乞祭をした故事によって竜ヶ岳と名付く」という雨を呼ぶ竜神にちなんだとされている。古くは雨乞いの山として登拝され、南側の山腹にはこれにちなんだ「白龍神社」がある。

## 歴史
- 1964年（昭和39年） - 近畿日本鉄道が中心となり、鈴鹿セブンマウンテンの登山大会が、始まった[8]。
- 1968年（昭和43年）7月22日 - 山域が鈴鹿国定公園に指定された。
- 2006年（平成18年） - 竜ヶ岳の南の石榑峠の下を貫く「石榑峠トンネル」が着工された。
- 2008年（平成20年）9月2日 - 3日の集中豪雨[9]により、国道421号が大規模な土砂崩れのために、石榑峠周辺の区間が通行止めとなった。
- 2009年（平成21年）5月15日 - 裏道登山道で2名が滑落遭難する事故が発生した。
- 2011年（平成23年）3月26日 - 山の南部を貫く国道421号のバイパスとして、石榑峠道路が開通した[10]。

## 登山

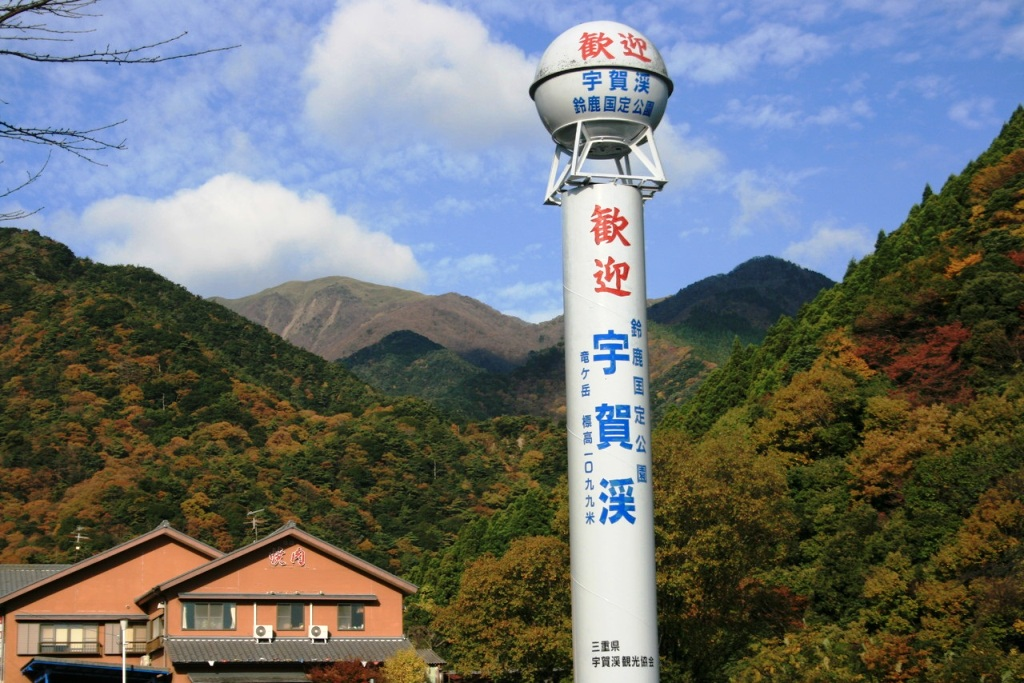
宇賀渓から望む竜ヶ岳

### 登山ルート
三重県側の宇賀渓の登山口などから登山道が開設されている。宇賀渓系にはキャンプ場があり、魚止滝、長尾滝など多くの滝がある観光スポットになっている。ホタガ谷にはサンショウウオが生息し、ヤマビルを見ることがある。
- 裏道登山道（ホタガ谷） - 谷筋で急斜面を横切る危険箇所がある。
- 中道登山道（ヨコ谷） - 谷筋は砂防堰堤の北側を巻くルートとなっていて、コンクリートの垂直な壁面に鉄柱の階段が設置されている。
- 表道登山道（石榑峠への鈴鹿山脈の主稜線） - 竜ヶ岳への最短ルート。
- 縦走路（治田峠からの鈴鹿山脈の主稜線） - 銚子岳と静ヶ岳へ分岐する枝道がある。
- 遠足尾根 - 裏登山道の北側の尾根のバリエーションルート。 途中に青川峡方面の大鉢山へ向かうバリエーションルートの分岐がある。宇賀渓へ下る途中には、三等三角点（点名：大日向、標高696.17m）がある[1]。
- 金山尾根 - 裏登山道の南側の尾根のバリエーションルート。

### 周辺に咲く花
山頂部はクマザサに覆われていて、シロヤシオなどの樹木が点在する。周辺の登山道ではヤマツツジ、オヤマリンドウなどが多く見られ、山腹ではイワカガミ、タニウツギなどが見られる。
| クマザサ | シロヤシオ | ヤマツツジ | オヤマリンドウ | イワカガミ | タニウツギ |
| -------- | ---------- | ---------- | -------------- | ---------- | ---------- |
|          |            |            |                |            |            |

## 参考画像

竜ヶ岳を南から望む

## 地理

### 周辺の山
鈴鹿山脈中部の主稜線に位置し、治田峠と石榑峠の間にある山。北に藤原岳南に三池岳がある。山頂から東に遠足尾根が延びる。

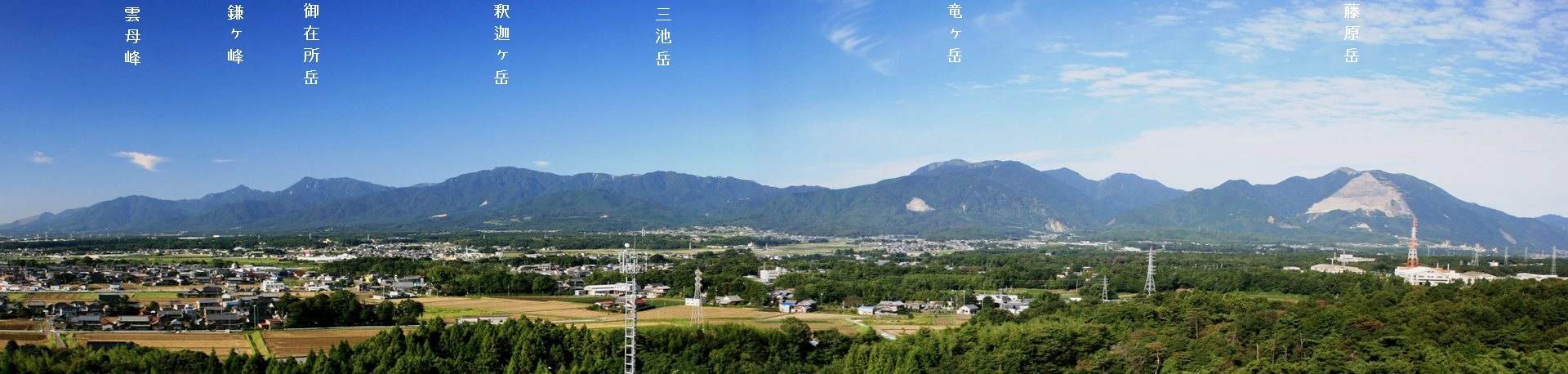
いなべ市いなべ公園から望む鈴鹿山脈の主な山

| 山容                                                                        | 山名     | 標高 (m)             | 三角点等級 基準点名             | 竜ヶ岳からの 方角と距離(km) | 備考           |
| --------------------------------------------------------------------------- | -------- | -------------------- | ------------------------------- | --------------------------- | -------------- |
| 蛇頭ヶ平方面から望む御池岳（2009年2月15日）                                 | 御池岳   | 1,247                |                                 | 北 7.1                      | 鈴鹿山脈最高峰 |
| 二之瀬から望む藤原岳（2010年5月15日）                                       | 藤原岳   | 1,144 （標高未確定） |                                 | 北 4.4                      | 日本三百名山   |
| 大鉢山頂上（2009年11月8日）                                                 | 大鉢山   | 522                  |                                 | 東 3.0                      | [ 15 ]         |
| 竜ヶ岳から望む銚子岳と御池岳（2002年5月24日）                               | 銚子岳   | 1,019                |                                 | 北 2.3                      |                |
| 竜ヶ岳から望む静ヶ岳（2001年11月4日）                                       | 静ヶ岳   | 1,088.48             | 三等 「賎ケ谷」                 | 北西 1.6                    |                |
| 北側から望む竜ヶ岳山頂部、笹の中にシロヤシオの木が点在する（2002年5月24日） | 竜ヶ岳   | 1,099.26             | 二等 「竜ケ岳」                 | 0                           |                |
| 釈迦ヶ岳方面からの三池岳（2009年11月26日）                                  | 三池岳   | 971.46               | 三等 「八風峠」                 | 南 3.8                      |                |
| 国見岳から望む釈迦ヶ岳（2009年10月11日）                                    | 釈迦ヶ岳 | 1,091.89             | 三等 「釈迦ケ岳」               | 南 6.0                      |                |
| 中道から望む御在所岳（2009年10月11日）                                      | 御在所岳 | 1,212                | （一等）「御在所山」 (1209.37m) | 南 11.2                     | 日本二百名山   |

### 源流の河川
以下の源流となる河川は、伊勢湾及び琵琶湖へ流れる。

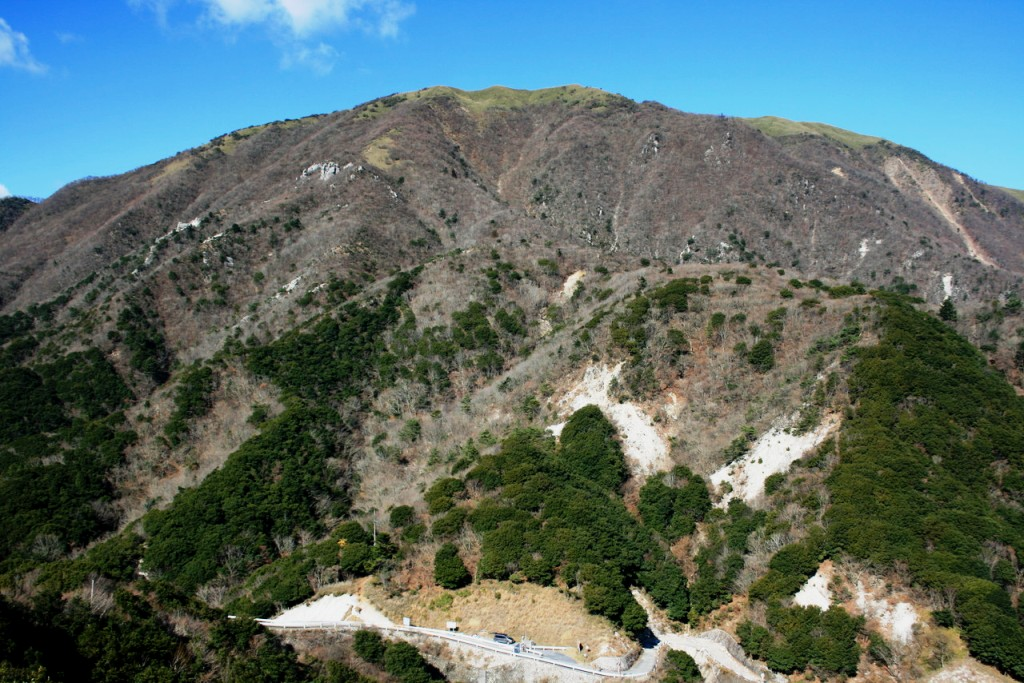
石榑峠と竜ヶ岳

- 青川、宇賀川　（員弁川の支流）
- 茶屋川　（愛知川の支流）

### 周辺の峠
- 治田峠（はったとうげ） - 青川と伊セ谷（茶屋川の支流）との分水嶺
- 石榑峠（いしぐれとうげ） - 国道421号の三重県と滋賀県との県境であり、宇賀川と古語録谷（茶屋川の支流）との分水嶺
- 八風峠（はっぷうとうげ） - 栗木谷（田光川の支流）と八風谷（茶屋川の支流）との分水嶺

### 交通・アクセス
- 最寄りの駅は、三岐鉄道三岐線の丹生川駅である。
- 最寄りのインターチェンジは、東名阪自動車道の四日市インターチェンジである。
- 国道421号の大規模な石榑トンネル（石榑峠道路）が完成により、滋賀県側からのアクセスが容易となる。

## 竜ヶ岳の風景と展望
山頂は見晴らしが良く、濃尾平野、伊勢湾、御嶽山、日本アルプス、養老山地や鈴鹿山脈の山々が望める。山頂には展望図が設置されている。
|                               |                                     |                |                 |                           |        |                               |
| 竜ヶ岳から望む 御池岳と藤原岳 | 藤原岳から望む 竜ヶ岳へと延びる稜線 | 重ね岩（表道） | 魚留滝 （中道） | ヨコ谷の砂防堰堤 （中道） | 長尾滝 | 竜ヶ岳山頂直下 （中道登山道） |

## 関連図書
- 『鈴鹿の山 万能ガイド』中日新聞社、2006年9月、pp.46-47頁。ISBN 4-8062-0526-5。
- 『改訂新版　名古屋周辺の山』山と溪谷社、2010年7月、pp.346-347頁。ISBN 9784635180177。
- 『改訂版 三重県の山』山と溪谷社〈新・分県登山ガイド・改訂版〉、2010年8月、pp.22-23頁。ISBN 9784635023733。